# 德國翼龍屬
德國翼龍（屬名：Germanodactylus）又譯日耳曼翼龍，意為“德國的手指”，是翼龍目翼手龍亞目的一屬，化石發現於侏儸紀晚期的德國，包含著名的索倫霍芬石灰岩。德國翼龍曾長期被歸類於翼手龍屬。牠們是第一個被發現頭冠有軟組織覆蓋的翼龍類。

## 敘述
德國翼龍的體型，大約是烏鴉的大小。脊飾德國翼龍的顱骨長度為13公分，翼展為0.98公尺；桿狀德國翼龍的體型較大，顱骨長度為21公分，翼展為1.08公尺。
德國翼龍的顱骨中線有條低矮稜脊，由軟組織覆蓋。脊飾德國翼龍的頭後方有突出的頭冠，但是桿狀德國翼龍沒有。早年並沒有發現德國翼龍的軟組織，直到克里斯多佛·班尼特（S. Christopher Bennett）在2002年發現。覆蓋頭冠的軟組織，可能是角質的表皮所構成。德國翼龍是首次發現頭冠有軟組織覆蓋的翼龍類，科學家認為翼龍類普遍擁有相似的結構。

## 分類
與白堊紀的其他翼龍類相比，德國翼龍沒有突出的特徵，因此牠們的分類關係經常變動。德國翼龍的命名者楊鍾健，將德國翼龍歸類於德國翼龍科。克里斯多佛·班尼特則將德國翼龍歸類於翼手龍科在亞歷山大·克爾納（Alexander Kellner）的2003年的系統發生學研究中，德國翼龍則是翼手龍屬的近親。同年，大衛·安文（David M. Unwin）則認為德國翼龍是種原始的準噶爾翼龍超科，準噶爾翼龍超科是群以貝類為食的翼龍類。

## 歷史
模式種脊飾德國翼龍的正模標本（編號BSP 1892.IV.1），發現於德國艾希施泰特縣 的索倫霍芬石灰岩地層。在1901年，F. Plieninger將這個化石歸類於寇氏翼手龍（Pterodactylus kochi）的一個標本；在1925年，卡爾·維曼（Carl Wiman）替這個化石建立新種，脊飾翼手龍（Pterodactylus cristatus），種名意為「有冠飾的」。在1964年，楊鍾健將脊飾翼手龍建立為新屬，成為脊飾德國翼龍（Germanodactylus cristatus）。
第二個種是巨嘴德國翼龍，是在1851年由約翰·安德烈亞斯·瓦格納命名，當時是鳥掌翼龍的一個種（G. ramphastinus），種名意為「巨嘴」。在1858年，克莉斯汀·艾瑞克·赫爾曼·汪邁爾將學名改為G. rhamphastinus。正模標本（編號BSP AS.I.745）是一個骨骼，發現於德國的Mörnsheimer石灰岩層，年代比索倫霍芬石灰岩還晚。在1970年，彼得·沃爾赫費爾（Peter Wellnhofer）將其歸類於德國翼龍。在2004年，M.W. Matzke等人將這個種建立為新屬，"Daitingopterus"，但因為沒有正式的敘述，所以並不是個有效屬。在1988年，大衛·安文（David M. Unwin）曾將一些零散的四肢骨頭與脊椎歸類於巨嘴德國翼龍，這些化石發現於英國多塞特郡的啟莫里粘土層（Kimmeridge Clay），年代較古老，使德國翼龍成為最古老的翼手龍亞目。

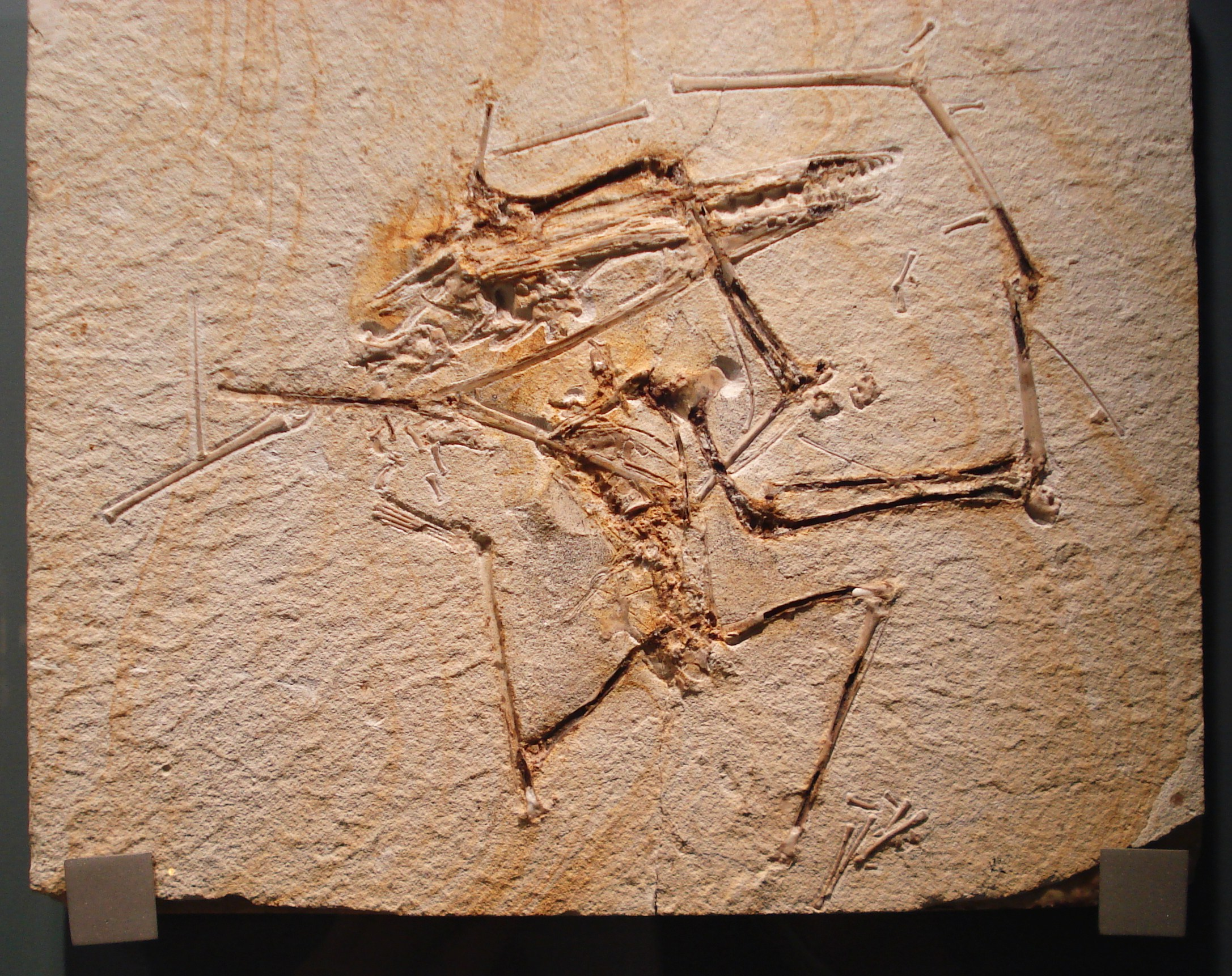
脊飾德國翼龍的化石

在1996年，克里斯多佛·班尼特提出德國翼龍可能是翼手龍屬的成年個體，但其他科學家多反對這個理論，包括班尼特自己。在2006年，班尼特重新研究德國翼龍，認為德國翼龍與兩個種都是有效的分類，脊飾德國翼龍已有四個標本，而巨嘴德國翼龍則有兩個標本。德國翼龍與其他翼龍類的差異在於，牠們具有極尖的喙嘴，前上頜骨有4到5顆牙齒，上頜骨有8到12顆牙齒，上頜骨的牙齒粗厚，上頜的前後段的牙齒大小一致（與翼手龍屬不同），鼻眶前孔（Nasoantorbital fenestra）的長度是眼眶的兩倍。脊飾德國翼龍與巨嘴德國翼龍的不同處在於，頜部前端沒有牙齒，牙齒數量較少；舉例而言，脊飾德國翼龍的上頜每邊有13顆牙齒，下頜每邊有12顆，而巨嘴德國翼龍上頜每邊有16顆牙齒，下頜每邊有15顆。

## 外部連結
- 脊飾德國翼龍 - 翼龍資料庫
- 巨嘴德國翼龍 - 翼龍資料庫
- 巨嘴德國翼龍（"Daitingopterus"）的重建圖